# 清水里的刀子
《清水里的刀子》是一部中国大陆剧情片，由王学博执导，尔冬升、万玛才旦、张猛監製，杨生仓主演，改编自石舒清的同名短篇小说。2016年10月7日在韩国釜山电影节首映，2018年4月4日在中国大陆公映。